# Pfiesteria
Pfiesteria es un género de dinoflagelados heterótrofos que se asocia con la proliferación algal y la mortalidad de peces. Se ha propuesto que Pfiesteria fue el responsable de la gran mortalidad de peces de las costas de Carolina del Norte y del estuario de la Bahía Chesapeake en 1980s y 1990s. En respuesta a estos brotes tóxicos, seis estados de la costa este de EE. UU. iniciaron un programa de monitorización para disponer una respuesta rápida en el caso de nuevos brotes tóxicos y para comprender mejor los factores que influyen en la toxicidad de Pfiesteria. Con los nuevos métodos de detección molecular, se ha determinado que  Pfiesteria tiene una distribución mundial.

## Descubrimiento
Pfiesteria fue descubierto en 1988 por investigadores de la Universidad Estatal de Carolina del Norte y lleva su nombre en honor a Lois Ann Pfiester (1936–1992), una bióloga que hizo gran parte de las primeras investigaciones sobre dinoflagelados. Una historia en profundidad del descubrimiento puede encontrase en And the Waters Turned to Blood by Rodney Barker.

## Estrategia de alimentación
Las primeras investigaciones llegaron a la hipótesis de que Pfiesteria actúa como un depredador utilizando una toxina que paraliza el sistema respiratorio de los peces susceptibles tales como menhaden, a los que causa la muerte por anoxia. A continuación  consume los tejidos de su presa muerta.

## Controversia
La biología de Pfiesteria y su rol en la mortalidad de peces y en la salud humana han estado sujetos a controversia debido a investigaciones de resultados contradictorios en los últimos años.

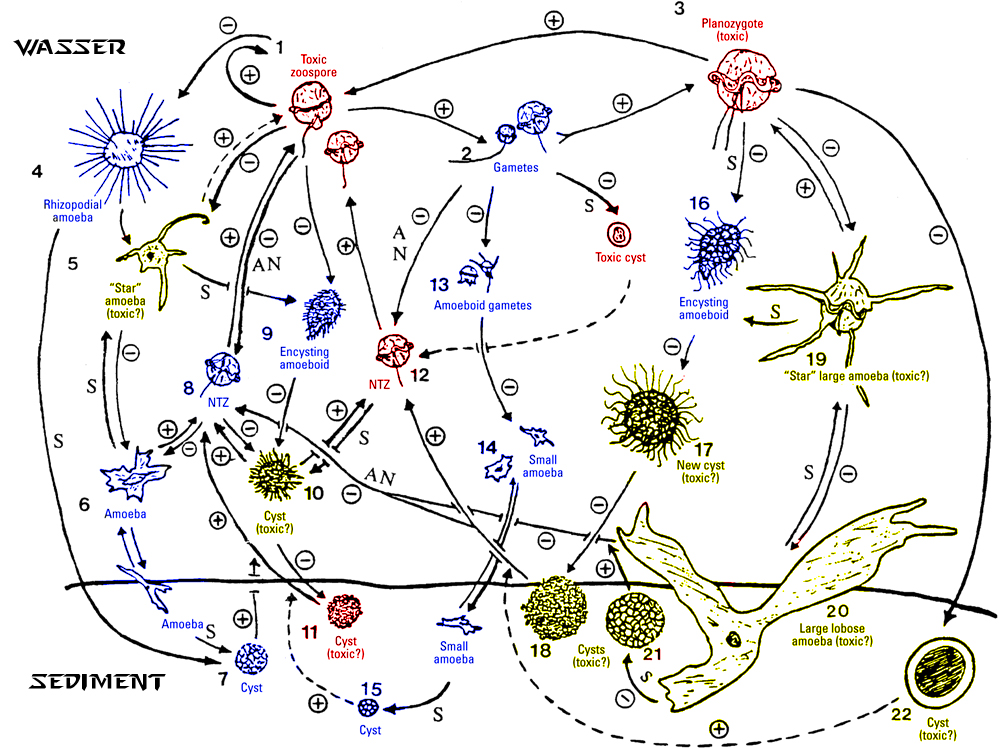
El complejo ciclo de vida de Pfiesteria piscidica tal como fue publicado en 1990: Rojo = etapas tóxicas, amarillo = etapas posiblemente tóxicas, azul = etapas pasivas.

- Ciclo vital: Las primeras investigaciones que establecían un ciclo vital complejo de Pfiesteria piscicida están discutidas debido a resultados contradictorios obtenidos en investigaciones de los últimos años, especialmente sobre la cuestión de la existencia o no de una forma ameboide tóxica.[8]

- Toxicidad: La hipótesis de que Pfiesteria mata a los peces segregando toxinas en el agua ha sido cuestionada puesto que esta no ha podido ser aislada en varios experimentos. La toxicidad parece depender de las cepas y de los ensayos realizados.[9] A principios de 2007 fue identificada una toxina altamente inestable producida por la forma  tóxica de Pfiesteria piscicida.[10]

- Lesiones en la piel: Las lesiones observadas sobre los peces presumiblemente matados por Pfiesteria ha sido atribuidos a oomicetes por algunos investigadores. Sin embargo, también se ha establecido que Pfiesteria shumwayae mata a los peces al alimentarse de su piel mediante microdepredación.[11]

- Impacto sobre la salud humana: Los efectos en humanos han sido cuestionados a finales de  1990 atribuyéndolos a la histeria.[12] Sin embargo, fueron corroborados por una evaluación posterior.[13] La controversia sobre los efectos en la salud humana de la exposición a Pfiesteria todavía continúa.[14][15]